# 太白山脈
太白山脈（テベクさんみゃく、たいはくさんみゃく）は、大韓民国と朝鮮民主主義人民共和国にまたがる山脈で、朝鮮半島の東部を縦断する主要な山脈である。北朝鮮の元山市南方で朝鮮半島を横断する楸哥嶺（チュガリョン）地溝帯から、韓国の釜山市付近まで、500km以上にわたって1000m級の山々が続いている。楸哥嶺から北に続く狼林山脈や、南西へ分岐する小白山脈と合わせて、朝鮮半島の背骨である白頭大幹（ペクトゥデガン）をなす。東夷伝には単単大嶺とも書かれる。
最高峰は韓国政府統治下の江原特別自治道に位置する雪岳山（ソラクサン 1,708m）で、そのほか北朝鮮政府統治下に位置する金剛山（クムガンサン 1,638m）は景勝地として有名である。
半島の主要な河川である漢江と洛東江はともにこの山脈から発している。

## 同名の文芸作品

### 小説
- 金達寿 『太白山脈』（筑摩書房、1969年） - 戦後の韓国を舞台に信託統治反対運動前後の民衆の抵抗を描いた小説。日本語で書かれている。戦時中を舞台にした『玄海灘』の登場人物のその後を描き、著者の代表作とされる。
- 趙廷来 『太白山脈』（集英社、1999年） - 麗水・順天事件を舞台に智異山で抵抗するパルチザンを描く。韓国では1987年初版。

### 映画
- 『太白山脈』（林権澤監督、泰興映画、1994年公開） - 趙廷来の小説を原作とする。